# FINA Water Polo World League 2019 (femminile)
La World League femminile di pallanuoto 2019 (FINA Water Polo World League 2019) è stata la 16ª edizione della manifestazione che viene organizzata annualmente dalla FINA. Il torneo si è svolto in due fasi, un turno di qualificazione e la Super Final, che si è tenuta alla Duna Aréna di Budapest in Ungheria dal 4 al 9 giugno 2019.
La competizione è partita ufficialmente il 3 novembre 2018 con i gironi di qualificazione europei, mentre il torneo intercontinentale di qualificazione è stato giocato tra il 23 e il 31 marzo 2019. La squadra vincitrice, gli Stati Uniti, ha ottenuto la qualificazione al torneo olimpico di Tokyo 2020.

## Turno di qualificazione

### Europa Cup
Le 8 squadre europee sono state suddivise in due gironi con gare di andata e ritorno dal 3 novembre 2018 al 19 marzo 2019. Le prime tre di ogni girone hanno giocato le finali di Europa Cup e le prime 4 si sono qualificate alle Super Final.

#### Gruppo A
|    | Squadra | Pti | G | V | VR | PR | P | GF | GS | DR  |
| -- | ------- | --- | - | - | -- | -- | - | -- | -- | --- |
| 1. | Russia  | 17  | 6 | 5 | 1  | 0  | 0 | 97 | 52 | +45 |
| 2. | Spagna  | 13  | 6 | 4 | 0  | 1  | 1 | 62 | 47 | +15 |
| 3. | Grecia  | 6   | 6 | 2 | 0  | 0  | 4 | 83 | 79 | +4  |
| 4. | Israele | 0   | 6 | 0 | 0  | 0  | 6 | 29 | 93 | -64 |

| Data     | Sede                       | Gara    | Gara        | Gara    |
| -------- | -------------------------- | ------- | ----------- | ------- |
| 03-11-18 | Volgograd                  | Russia  | 12-9        | Spagna  |
| 03-11-18 | Atene                      | Grecia  | 24-5        | Israele |
| 06-11-18 | Molins de Rei              | Spagna  | 11-5        | Israele |
| 01-12-18 | Atene                      | Grecia  | 10-11       | Russia  |
| 04-12-18 | Netanya                    | Israele | 5-19        | Russia  |
| 15-12-18 | Las Palmas de Gran Canaria | Spagna  | 8-7         | Grecia  |
| 18-12-18 | Las Palmas de Gran Canaria | Spagna  | 12-14 (dtr) | Russia  |
| 18-12-18 | Netanya                    | Israele | 8-17        | Grecia  |
| 09-01-19 | Netanya                    | Israele | 6-13        | Spagna  |
| 15-01-19 | Ruza                       | Russia  | 17-13       | Grecia  |
| 12-02-19 | Ruza                       | Russia  | 28-5        | Israele |
| 19-03-19 | Atene                      | Grecia  | 7-11        | Spagna  |

#### Gruppo B
|    | Squadra     | Pti | G | V | VR | PR | P | GF | GS | DR  |
| -- | ----------- | --- | - | - | -- | -- | - | -- | -- | --- |
| 1. | Italia      | 15  | 6 | 5 | 0  | 0  | 1 | 60 | 51 | +9  |
| 2. | Ungheria    | 11  | 6 | 3 | 1  | 0  | 2 | 59 | 51 | +8  |
| 3. | Paesi Bassi | 10  | 6 | 3 | 0  | 1  | 2 | 72 | 46 | +26 |
| 4. | Francia     | 0   | 6 | 0 | 0  | 0  | 6 | 34 | 84 | -50 |

| Data     | Sede                 | Gara        | Gara        | Gara        |
| -------- | -------------------- | ----------- | ----------- | ----------- |
| 06-11-18 | Eger                 | Ungheria    | 13-4        | Francia     |
| 06-11-18 | Eindhoven            | Paesi Bassi | 7-9         | Italia      |
| 03-12-18 | Verona               | Italia      | 13-12       | Ungheria    |
| 04-12-18 | Châlons-en-Champagne | Francia     | 6-18        | Paesi Bassi |
| 17-12-18 | Avezzano             | Italia      | 7-6         | Francia     |
| 12-01-19 | L'Aia                | Paesi Bassi | 13-14 (dtr) | Ungheria    |
| 15-01-19 | Châlons-en-Champagne | Francia     | 5-12        | Ungheria    |
| 15-01-19 | Trieste              | Italia      | 9-6         | Paesi Bassi |
| 12-02-19 | Budapest             | Ungheria    | 10-11       | Paesi Bassi |
| 12-02-19 | Mulhouse             | Francia     | 8-14        | Italia      |
| 05-03-19 | Szentes              | Ungheria    | 12-8        | Italia      |
| 05-03-19 | Rotterdam            | Paesi Bassi | 19-2        | Francia     |

#### Fase finale
Le Final Six di Europa Cup si sono giocate a Torino, in Italia dal 29 al 31 marzo 2019.
|  | Quarti di finale | Quarti di finale | Quarti di finale |  |             | Semifinali         | Semifinali         | Semifinali         |  |  | Finale             | Finale             | Finale             |
|  |                  |                  |                  |  |             |                    |                    |                    |  |  |                    |                    |                    |
|  |                  |                  |                  |  |             | A1                 | Russia             | 15                 |  |  |                    |                    |                    |
|  | B2               | Ungheria         | 13               |  |             | A1                 | Russia             | 15                 |  |  |                    |                    |                    |
|  | B2               | Ungheria         | 13               |  | Ungheria    | 14                 |                    |                    |  |  |                    |                    |                    |
|  | A3               | Grecia           | 9                |  |             | 14                 |                    |                    |  |  |                    |                    |                    |
|  |                  |                  |                  |  |             |                    |                    |                    |  |  |                    | Russia             | 9                  |
|  |                  |                  |                  |  |             |                    |                    |                    |  |  |                    | Russia             | 9                  |
|  |                  |                  |                  |  |             |                    |                    |                    |  |  |                    | Paesi Bassi        | 11                 |
|  |                  |                  |                  |  |             | B1                 | Italia             | 11                 |  |  |                    | Paesi Bassi        | 11                 |
|  | A2               | Spagna           | 6                |  |             | B1                 | Italia             | 11                 |  |  |                    |                    |                    |
|  | A2               | Spagna           | 6                |  | Paesi Bassi | 17                 |                    |                    |  |  |                    |                    |                    |
|  | B3               | Paesi Bassi      | 9                |  |             | 17                 |                    |                    |  |  |                    |                    |                    |
|  | B3               | Paesi Bassi      | 9                |  |             |                    |                    |                    |  |  |                    |                    |                    |
|  |                  |                  |                  |  |             | Finale 5º/6º posto | Finale 5º/6º posto | Finale 5º/6º posto |  |  | Finale 3º/4º posto | Finale 3º/4º posto | Finale 3º/4º posto |
|  |                  |                  |                  |  |             |                    |                    |                    |  |  |                    |                    |                    |
|  |                  |                  |                  |  |             |                    | Grecia             | 14                 |  |  |                    | Ungheria           | 13                 |
|  |                  |                  |                  |  |             |                    | Spagna             | 17                 |  |  |                    | Italia             | 11                 |

### Torneo intercontinentale
Il torneo di qualificazione intercontinentale si è svolto dal 23 al 31 marzo a Perth, in Australia. Le squadre sono state suddivise in due gironi all'italiana, al termine dei quali è stato giocato un torneo ad eliminazione diretta con quarti di finale, semifinali e finali. Le prime quattro classificate si sono qualificate alla Super Final.

#### Gruppo A
|    | Squadra       | Pti | G | V | VR | PR | P | GF | GS | DR  |
| -- | ------------- | --- | - | - | -- | -- | - | -- | -- | --- |
| 1. | Stati Uniti   | 9   | 3 | 3 | 0  | 0  | 0 | 59 | 15 | +44 |
| 2. | Cina          | 6   | 3 | 2 | 0  | 0  | 1 | 37 | 25 | +12 |
| 3. | Giappone      | 3   | 3 | 1 | 0  | 0  | 2 | 26 | 33 | -7  |
| 4. | Nuova Zelanda | 0   | 3 | 0 | 0  | 0  | 3 | 17 | 66 | -49 |

| Data     | Gara          | Gara | Gara          |
| -------- | ------------- | ---- | ------------- |
| 26-03-19 | Stati Uniti   | 11-5 | Cina          |
| 26-03-19 | Nuova Zelanda | 7-12 | Giappone      |
| 27-03-19 | Nuova Zelanda | 7-24 | Cina          |
| 27-03-19 | Stati Uniti   | 18-7 | Giappone      |
| 28-03-19 | Stati Uniti   | 20-3 | Nuova Zelanda |
| 28-03-19 | Cina          | 8-7  | Giappone      |

#### Gruppo B
|    | Squadra    | Pti | G | V | VR | PR | P | GF | GS | DR  |
| -- | ---------- | --- | - | - | -- | -- | - | -- | -- | --- |
| 1. | Australia  | 9   | 3 | 3 | 0  | 0  | 0 | 49 | 16 | +33 |
| 2. | Canada     | 6   | 3 | 2 | 0  | 0  | 1 | 38 | 21 | +17 |
| 3. | Kazakistan | 3   | 3 | 1 | 0  | 0  | 2 | 20 | 37 | -17 |
| 4. | Sudafrica  | 0   | 3 | 0 | 0  | 0  | 3 | 16 | 49 | -33 |

| Data     | Gara       | Gara | Gara       |
| -------- | ---------- | ---- | ---------- |
| 26-03-19 | Kazakistan | 12-9 | Sudafrica  |
| 26-03-19 | Canada     | 9-13 | Australia  |
| 27-03-19 | Canada     | 13-4 | Kazakistan |
| 27-03-19 | Sudafrica  | 3-21 | Australia  |
| 28-03-19 | Sudafrica  | 4-16 | Canada     |
| 28-03-19 | Kazakistan | 4-15 | Australia  |

#### Fase a eliminazione diretta
|  | Quarti di finale | Quarti di finale |           |        | Semifinali                | Semifinali                |  |  | Finale   | Finale |
|  |                  |                  |           |        |                           |                           |  |  |          |        |
|  | 29-03-19         |                  |           |        |                           |                           |  |  |          |        |
|  |                  |                  |           |        |                           |                           |  |  |          |        |
|  | Cina             | 16               |           |        |                           |                           |  |  |          |        |
|  | Cina             | 16               | 30-03-19  |        |                           |                           |  |  |          |        |
|  | Kazakistan       | 15               |           |        |                           |                           |  |  |          |        |
|  | Kazakistan       | 15               | Cina      | 8      |                           |                           |  |  |          |        |
|  | 29-03-19         |                  | Cina      | 8      |                           |                           |  |  |          |        |
|  |                  | Australia        | 12        |        |                           |                           |  |  |          |        |
|  | Nuova Zelanda    | Australia        | 12        | 4      |                           |                           |  |  |          |        |
|  | Nuova Zelanda    |                  | 31-03-19  | 4      |                           |                           |  |  |          |        |
|  | Australia        | 15               |           |        |                           |                           |  |  |          |        |
|  | Australia        | 15               | Australia | 12     |                           |                           |  |  |          |        |
|  | 29-03-19         |                  | Australia | 12     |                           |                           |  |  |          |        |
|  |                  | Stati Uniti      | 14        |        |                           |                           |  |  |          |        |
|  | Giappone         | Stati Uniti      | 14        | 6      |                           |                           |  |  |          |        |
|  | Giappone         | 30-03-19         |           | 6      |                           |                           |  |  |          |        |
|  | Canada           | 9                |           |        |                           |                           |  |  |          |        |
|  | Canada           | 9                | Canada    | 7      | Finale per il terzo posto | Finale per il terzo posto |  |  |          |        |
|  | 29-03-19         |                  | Canada    | 7      | Finale per il terzo posto | Finale per il terzo posto |  |  |          |        |
|  |                  | Stati Uniti      | 14        |        |                           |                           |  |  |          |        |
|  | Stati Uniti      | Stati Uniti      | 14        | 22     | Cina                      | 11                        |  |  |          |        |
|  | Stati Uniti      |                  |           | 22     | Cina                      | 11                        |  |  |          |        |
|  | Sudafrica        | 4                |           | Canada | 8                         |                           |  |  |          |        |
|  | Sudafrica        | 4                |           |        | 8                         |                           |  |  |          |        |
|  |                  |                  |           |        |                           |                           |  |  | 31-03-19 |        |
|  |                  |                  |           |        |                           |                           |  |  |          |        |

|  | Semifinali 5º/8º posto | Semifinali 5º/8º posto | Semifinali 5º/8º posto |          |            | Finale 5º posto | Finale 5º posto | Finale 5º posto |  |
|  |                        |                        |                        |          |            |                 |                 |                 |  |
|  | Kazakistan             | Kazakistan             | 14                     |          |            |                 |                 |                 |  |
|  | Kazakistan             | Kazakistan             | 14                     |          |            |                 |                 |                 |  |
|  | Nuova Zelanda          | Nuova Zelanda          | 12                     |          |            |                 |                 |                 |  |
|  | Nuova Zelanda          | Nuova Zelanda          | 12                     |          | Kazakistan | Kazakistan      | 7               |                 |  |
|  |                        |                        |                        |          | Kazakistan | Kazakistan      | 7               |                 |  |
|  |                        |                        | Giappone               | Giappone | 16         |                 |                 |                 |  |
|  | Giappone               | Giappone               | Giappone               | Giappone | 16         | 12              |                 |                 |  |
|  | Giappone               | Giappone               |                        |          |            | 12              |                 |                 |  |
|  | Sudafrica              | Sudafrica              | 7                      |          |            | Finale 7º posto | Finale 7º posto | Finale 7º posto |  |
|  | Sudafrica              | Sudafrica              | 7                      |          |            |                 |                 |                 |  |
|  |                        |                        |                        |          |            |                 |                 |                 |  |
|  |                        |                        |                        |          |            | Nuova Zelanda   | Nuova Zelanda   | 11              |  |
|  |                        |                        |                        |          |            | Nuova Zelanda   | Nuova Zelanda   | 11              |  |
|  |                        |                        |                        |          |            | Sudafrica       | Sudafrica       | 4               |  |

## Super Final
Si è disputata alla Duna Aréna di Budapest dal 4 al 9 giugno 2019.

### Fase a gironi

#### Gruppo A
|    | Squadra     | Pti | G | V | VR | PR | P | GF | GS | DR  |
| -- | ----------- | --- | - | - | -- | -- | - | -- | -- | --- |
| 1. | Italia      | 9   | 3 | 3 | 0  | 0  | 0 | 29 | 23 | +6  |
| 2. | Paesi Bassi | 6   | 3 | 2 | 0  | 0  | 1 | 30 | 22 | +8  |
| 3. | Australia   | 3   | 3 | 1 | 0  | 0  | 2 | 26 | 27 | -1  |
| 4. | Cina        | 0   | 3 | 0 | 0  | 0  | 3 | 22 | 25 | -13 |

| Data     | Gara        | Gara | Gara      |
| -------- | ----------- | ---- | --------- |
| 04-06-19 | Paesi Bassi | 15-7 | Cina      |
| 04-06-19 | Australia   | 9-11 | Italia    |
| 05-06-19 | Australia   | 10-8 | Cina      |
| 05-06-19 | Paesi Bassi | 7-8  | Italia    |
| 06-06-19 | Paesi Bassi | 8-7  | Australia |
| 06-06-19 | Cina        | 7-10 | Italia    |

#### Gruppo B
|    | Squadra     | Pti | G | V | VR | PR | P | GF | GS | DR  |
| -- | ----------- | --- | - | - | -- | -- | - | -- | -- | --- |
| 1. | Stati Uniti | 9   | 3 | 3 | 0  | 0  | 0 | 39 | 20 | +19 |
| 2. | Russia      | 5   | 3 | 1 | 1  | 0  | 1 | 36 | 36 | 0   |
| 3. | Ungheria    | 3   | 3 | 1 | 0  | 0  | 2 | 34 | 40 | -6  |
| 4. | Canada      | 1   | 3 | 0 | 0  | 1  | 2 | 33 | 46 | -13 |

| Data     | Gara        | Gara        | Gara        |
| -------- | ----------- | ----------- | ----------- |
| 04-06-19 | Russia      | 19-17 (dtr) | Canada      |
| 04-06-19 | Stati Uniti | 12-9        | Ungheria    |
| 05-06-19 | Stati Uniti | 15-4        | Canada      |
| 05-06-19 | Russia      | 14-9        | Ungheria    |
| 06-06-19 | Russia      | 7-12        | Stati Uniti |
| 06-06-19 | Canada      | 14-16       | Ungheria    |

### Fase a eliminazione diretta
|  | Quarti di finale | Quarti di finale |             |        | Semifinali                | Semifinali                |  |  | Finale   | Finale |
|  |                  |                  |             |        |                           |                           |  |  |          |        |
|  | 07-06-19         |                  |             |        |                           |                           |  |  |          |        |
|  |                  |                  |             |        |                           |                           |  |  |          |        |
|  | Paesi Bassi      | 12               |             |        |                           |                           |  |  |          |        |
|  | Paesi Bassi      | 12               | 08-06-19    |        |                           |                           |  |  |          |        |
|  | Ungheria         | 10               |             |        |                           |                           |  |  |          |        |
|  | Ungheria         | 10               | Paesi Bassi | 6      |                           |                           |  |  |          |        |
|  | 07-06-19         |                  | Paesi Bassi | 6      |                           |                           |  |  |          |        |
|  |                  | Stati Uniti      | 8           |        |                           |                           |  |  |          |        |
|  | Cina             | Stati Uniti      | 8           | 6      |                           |                           |  |  |          |        |
|  | Cina             |                  | 09-06-19    | 6      |                           |                           |  |  |          |        |
|  | Stati Uniti      | 21               |             |        |                           |                           |  |  |          |        |
|  | Stati Uniti      | 21               | Stati Uniti | 10     |                           |                           |  |  |          |        |
|  | 07-06-19         |                  | Stati Uniti | 10     |                           |                           |  |  |          |        |
|  |                  | Italia           | 9           |        |                           |                           |  |  |          |        |
|  | Australia        | Italia           | 9           | 8      |                           |                           |  |  |          |        |
|  | Australia        | 08-06-19         |             | 8      |                           |                           |  |  |          |        |
|  | Russia           | 9                |             |        |                           |                           |  |  |          |        |
|  | Russia           | 9                | Russia      | 12     | Finale per il terzo posto | Finale per il terzo posto |  |  |          |        |
|  | 07-06-19         |                  | Russia      | 12     | Finale per il terzo posto | Finale per il terzo posto |  |  |          |        |
|  |                  | Italia (dtr)     | 13          |        |                           |                           |  |  |          |        |
|  | Italia           | Italia (dtr)     | 13          | 15     | Paesi Bassi               | 7                         |  |  |          |        |
|  | Italia           |                  |             | 15     | Paesi Bassi               | 7                         |  |  |          |        |
|  | Canada           | 10               |             | Russia | 10                        |                           |  |  |          |        |
|  | Canada           | 10               |             |        | 10                        |                           |  |  |          |        |
|  |                  |                  |             |        |                           |                           |  |  | 09-06-19 |        |
|  |                  |                  |             |        |                           |                           |  |  |          |        |

|  | Semifinali 5º/8º posto | Semifinali 5º/8º posto | Semifinali 5º/8º posto |           |          | Finale 5º posto | Finale 5º posto | Finale 5º posto |  |
|  |                        |                        |                        |           |          |                 |                 |                 |  |
|  | Ungheria               | Ungheria               | 15                     |           |          |                 |                 |                 |  |
|  | Ungheria               | Ungheria               | 15                     |           |          |                 |                 |                 |  |
|  | Cina                   | Cina                   | 14                     |           |          |                 |                 |                 |  |
|  | Cina                   | Cina                   | 14                     |           | Ungheria | Ungheria        | 7               |                 |  |
|  |                        |                        |                        |           | Ungheria | Ungheria        | 7               |                 |  |
|  |                        |                        | Australia              | Australia | 12       |                 |                 |                 |  |
|  | Australia              | Australia              | Australia              | Australia | 12       | 15              |                 |                 |  |
|  | Australia              | Australia              |                        |           |          | 15              |                 |                 |  |
|  | Canada                 | Canada                 | 9                      |           |          | Finale 7º posto | Finale 7º posto | Finale 7º posto |  |
|  | Canada                 | Canada                 | 9                      |           |          |                 |                 |                 |  |
|  |                        |                        |                        |           |          |                 |                 |                 |  |
|  |                        |                        |                        |           |          | Cina            | Cina            | 10              |  |
|  |                        |                        |                        |           |          | Cina            | Cina            | 10              |  |
|  |                        |                        |                        |           |          | Canada          | Canada          | 13              |  |

## Classifica finale
| Pos. | Squadra     |
| ---- | ----------- |
|      | Stati Uniti |
|      | Italia      |
|      | Russia      |
| 4    | Paesi Bassi |
| 5    | Australia   |
| 6    | Ungheria    |
| 7    | Canada      |
| 8    | Cina        |